# 柳家小ふね
柳家 小ふね（やなぎや こふね、1993年3月20日 - ）は、落語協会に所属する落語家。本名∶芳賀 伸弘。出囃子は『飯坂小唄』。

## 経歴
福島県福島市。東北学院大学卒業。
2017年4月、柳家海舟に入門。2018年3月より前座として楽屋入り。師匠の前座名でもある「柳家り助」を名乗る。
2022年5月21日、入船亭扇太、古今亭雛菊と共に二ツ目に昇進し「小ふね」と改名。2023年6月15日に柳家小里ん門下へ移籍。

## 芸歴
- 2017年4月 - 柳家海舟に入門[1]。
- 2018年3月 - 前座となり、「り助」を名乗る[1]。
- 2022年5月 - 二ツ目昇進、「小ふね」と改名[1]。
- 2023年6月 - 柳家小里ん一門へ移門。

## 受賞
- 2023年　渋谷らくご優秀賞 たのしみな二つ目賞[3]